# Барнсторф
Барнсторф (нем. Barnstorf) — община в Германии, в земле Нижняя Саксония.
Входит в состав района Дипхольц. Подчиняется управлению Барнсторф. Население составляет 5846 человек (на 31 декабря 2010 года). Занимает площадь 52,36 км².
Коммуна подразделяется на 4 сельских округа.
| Год  | Население |
| ---- | --------- |
| 1990 | 5535      |
| 1995 | 5837      |
| 2000 | 5957      |
| 2005 | 6008      |
| 2010 | 5888      |